# الأكاديمية الملكية السويدية للعلوم
59°21′59″N 18°03′06″E / 59.366388888889°N 18.051666666667°E

الأكاديمية الملكية السويدية للعلوم (بالسويدية: Kungliga Vetenskapsakademien) هي واحدة من الأكاديميات الملكية في السويد.  و هي منظمة مستقلة وغير حكومية تعمل على تشجيع العلوم وخاصة العلوم الطبيعية والرياضيات.
نشأت في الثاني من يوليو سنة 1793 برعاية الملك فرديريك الأول من قبل :
- كارولوس لينيوس
- يوناس الستومر
- اندرز يوهان فون هوبكن
- ستن كارل بيلك
- مارتن تريوالد
- كارل فيلهم سدرهيلم

الأكاديمية الملكية السويدية للعلوم هي عضو في الأكاديمية الملكية السويدية. تعمل الأكاديمية من أجل نشر وتطوير العلوم وخصوصا العلوم الطبيعية والرياضيات. توجد في الأكاديمية لجان تقوم بتوزيع جوائز نوبل في الفيزياء والكيمياء والعلوم الاقتصادية.

## وصلات خارجية
- موقع الأكاديمية الملكية السويدية للعلوم